# 在日本国中華民国大使館
在日本国中華民国大使館（ざいにほんこくちゅうかみんこくたいしかん、繁体字中国語: 中華民國駐日本大使館）は、かつて日本の東京に置かれていた中華民国の大使館である。

## 歴史

### 戦前期
源流は1871年の日清修好条規に基づき清国が設置した在日公使館であり、清の初代公使何如璋は1877年に日本に派遣された。最後の清国公使だった汪大燮は1911年の辛亥革命後も対日外交代表となり、中華民国の新任代表の着任後に退いた。
1935年、日中は相互に公使館を大使館に格上げすることとなり、駐日公使だった蒋作賓が初代大使として改めて就任した。

### 戦中期
昭和16年の時点で、中華民国大使館は現在の外務省飯倉公館がある場所に設置されていた。

### 戦後期
日華平和条約により日本と中華民国の国交が回復したことにより開設した。日中国交正常化により、中華民国大使館が閉鎖された後は、駐日中華人民共和国大使館が設置された。現在は、別の場所に、台日間の実務機関として、台北駐日経済文化代表処が設置されている。